# St. Margaretha (Esselbach)

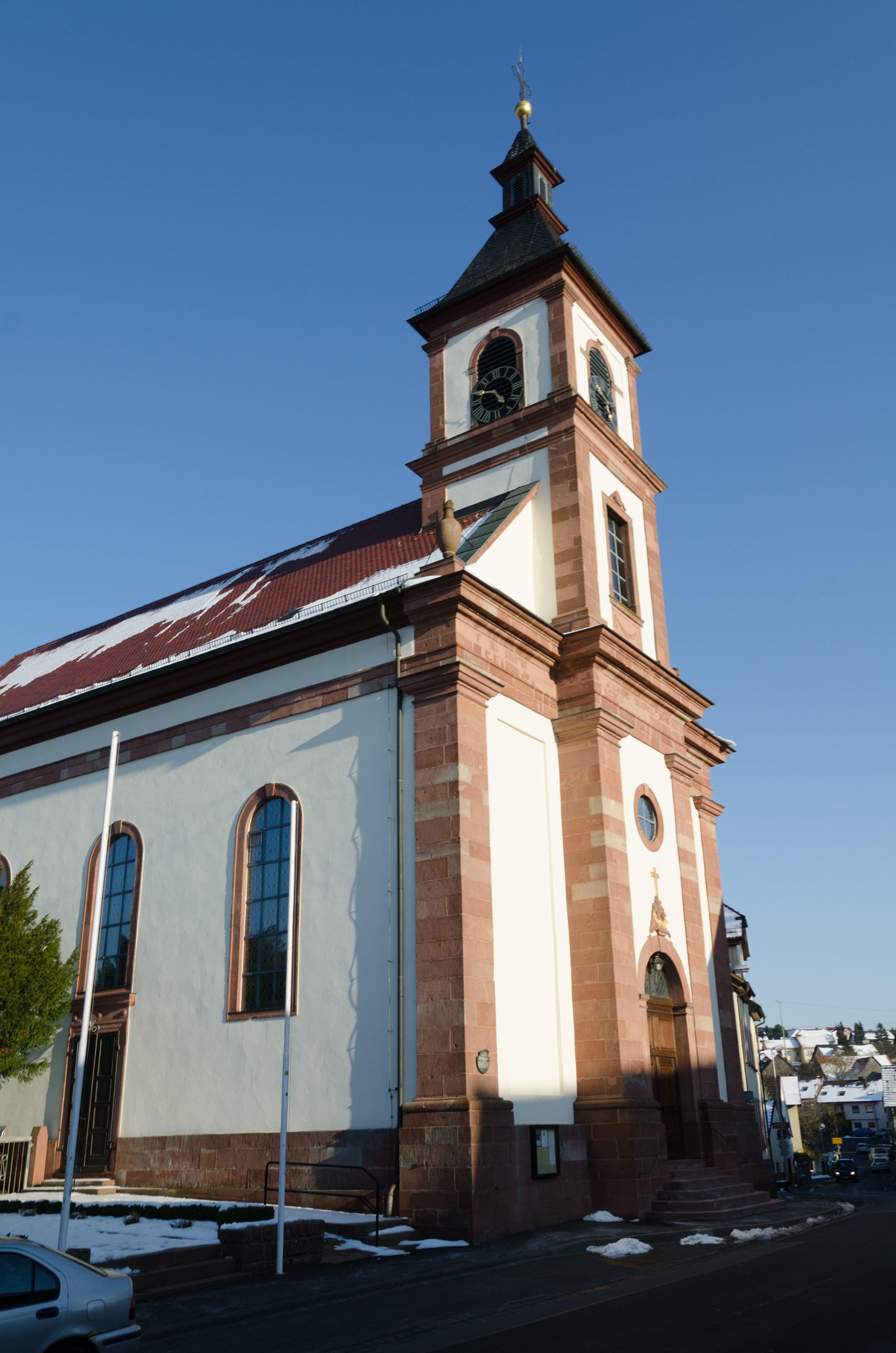
St. Margaretha (Esselbach)

Die römisch-katholische Kirche St. Margaretha ist ein Kirchengebäude, das in Esselbach steht, einer Gemeinde im unterfränkischen Landkreis Main-Spessart in Bayern. Das denkmalgeschützte Bauwerk stammt aus dem 18. Jahrhundert. Die Pfarrei gehört zur Pfarreiengemeinschaft Heilig Geist im Spessartgrund (Esselbach) im Dekanat Main-Spessart des Bistums Würzburg.

## Beschreibung
Die frühklassizistische Saalkirche wurde 1779 nach einem Entwurf von Emanuel Herigoyen gebaut. Sie hat im Osten des Langhauses einen eingezogenen Chor mit halbrundem Abschluss. Der Fassadenturm im Westen ist mit Pilastern an den Ecken und an beiden Seiten des Portals gegliedert. Sein oberstes Geschoss beherbergt die Turmuhr und den Glockenstuhl, in dem fünf Kirchenglocken hängen. Bedeckt ist der Turm mit einem Pyramidendach, auf dem eine Laterne sitzt. 
Zur Kirchenausstattung gehören der um 1790 gebaute Hochaltar, die um 1690 errichtete Kanzel und das Taufbecken von 1648. Die heutige Orgel mit 22 Registern, davon 17 auf zwei Manualen, wurde 1941 im alten Prospekt der Orgel der Klosterkirche von Kloster Triefenstein von Willibald Siemann eingebaut.